# Фагот
Фагот, скраћено Fg., јесте дрвени дувачки инструмент, са двоструким језичком од трске. Доста дугачка цев (око 2,5 метара) има два упоредна дела, који су савијени у тзв. чизми – доњем, двоструко избушеном делу, у облику латиничног слова U. У краћи део ставља се метална цевчица, извијена као латинично слово S, такозвана esso-цев, а у њу језичак. Други, дужи део је завршни део цеви и окренут је увис. Као и други дрвени дувачки инструменти, фагот има низ рупица на свим деловима цеви и сложен механизам поклопаца и полуга које их покрећу.
Захвата велики тонски распон дубоког и средњег регистра (1B (додавањем делова то може бити и 1А ) до f 2 ). Тон му је у дубини масиван, иако не продоран, а у вишем регистру мек и распеван (тзв. саксофонски регистар). У техничком погледу је доста покретљив, па се користи и за живахне теме, често шаљивог карактера, али и за изражајне, мирне мелодије. Чини добар бас y групи дрвених дувача, а осим у оркестру, неретко налази места и у камерним ансамблима, пре свега у дувачком квинтету, као најнижи глас. Фагот се развио већ почетком 16. века из велике басовске бомбарде, али је постепено усавршавање, отежано великим димензијама, довршено тек у 19. веку. Међутим, већ од барокног доба, фагот повременом налази и солистичку, концертантну примену.
Фагот се записује и у бас- (F) кључу, као и у тенорском C-кључу. Некада се користила регистарска варијанта фагота, тзв. бас-фагот (звучи квинту ниже), али данас се више не користе друге регистарске варијанте, осим контрафагота који звучи октаву ниже. Фагот је подељен на шест главних делова, укључујући и писак. Звоно, које је највише; теноров зглоб, који повезује звоно и наставак; наставак, на дну и прелази сам преко себе; крилни зглоб који се протеже од наставка до куке; кука; и писак.

## Историја
Историчари музике генерално сматрају да је дулцијан претеча модерног фагота, јер два инструмента деле многе карактеристике: двоструки језичак причвршћен за метални прегиб, косо избушене тонске рупе и стожаста бушотина која се удвостручује. Порекло дулцијана је нејасно, али до средине 16. века био је доступан у чак осам различитих величина, од сопрана до сјајних басова. Пуна дружина дулцијана била је реткост; сматра се да му је примарна функција била да обезбеди бас у типичном оркестру тог доба, било гласно (шалмај) или тихо (кљунасте флауте), што указује на изузетну способност промене динамике према потребама. Иначе, дулцијанска техника била је прилично примитивна, с осам рупа за прсте и два кључа, што указује на то да се могао свирати само у ограниченом броју кључних потписа.
Непосредни докази указују на то да је барокни фагот био новооткривени инструмент, а не једноставна модификација старог дулцијана. Дулцијан није одмах замењен, већ се наставило са његовом употребом и до 18. века заслугом Баха и других; и, вероватно из разлога заменљивости, врло је мало вероватно да ће репертоар из овог доба надићи мањи компас дулцијана. Човек који је највероватније одговоран за развој правог фагота био је Мартин Хотетер (умро 1712), који је такође вероватно изумео троделну flûte traversière (попречну флауту) и hautbois (барокну обоу). Неки историчари верују да је негде током 1650-их Хотетер осмислио фагот из четири дела (звоно, бас спојница, чизма и крилни спој), аранжман који је омогућио већу прецизност у обради проврта у поређењу са једноделним дулцијаном. Такође је проширио компас до B♭ додавањем два кључа. Алтернативно гледиште тврди да је Хотетер био један од неколико мајстора одговорних за развој раног фагота. Овим су вероватно обухваћени додатни чланови породице Хотетер, као и други француски произвођачи који су били активни отприлике у исто време. Ниједан оригинални француски фагот из овог периода није преживео, али да јесте, највероватније би личио на најраније постојеће фаготе Јохана Кристофа Денера и Ричарда Хака из 1680-их. Негде око 1700. године, додат је четврти кључ (G♯), а управо су за ову врсту инструмента композитори попут Антонија Вивалдија, Баха и Георга Филипа Телемана написали своју захтевну музику. Пети кључ, за ниско E♭, додат је током прве половине 18. века. Познати произвођачи барокног фагота са 4 и 5 кључева укључују Ј.Х. Ајчентопфа (око 1678–1769), Ј. Поршмана (1680–1757), Томаса Станесбија, млађег. (1668–1734), Г.Х. Ширера (1703–1778) и Прудента Тиера (1732–1786).

## Употреба у ансамблима

### Ансамбли пре 20. века

#### Пре-1760
Пре 1760, рани предак фагота био је дулцијан. Коришћен је за појачавање бас линије у дувачким ансамблима који се називају консорти. Међутим, његова употреба у концертним оркестрима била је спорадична све до касног 17. века, када су дупле цеви почеле да улазе у стандардне инструменте. Све већа употреба дулцијана као basso continuo инструмента значила је да се почео укључивати у оперске оркестре, у дела попут оних Рајнхарта Кејзера и Жан-Батисте Лилија. У међувремену, како је дулцијан технолошки напредовао и успео да постигне више виртуозности, композитори као што су Жозеф Боден де Буамортје, Јохан Ернст Галијард, Јохан Фридрих Фаш и Георг Филип Телеман написали су захтевну соло и ансамбл музику за овај инструмент. Антонио Вивалди је учинио дулцијан проминентним представивши га у тридесет девет концерата.

#### Око 1760-1830
Иако се фагот још увек често користио за давање јасноће басу због звучног ниског регистра, способности дувачких инструмената су расле како је технологија напредовала у класичној ери. Ово је омогућило да се на инструменту свира више тонова него на дулцијану. Јозеф Хајдн је то искористио у својој Симфонији бр. 45 („Опроштајна симфонија”), у којој фагот свира у F-оштром молу. Следећи овај напредак, композитори су такође почели да експлоатишу фагот због његове јединствене боје, флексибилности и виртуозних способности, уместо због његове површне способности да дуплира бас линију. Они који су то учинили укључују Лудвига ван Бетовена у његова три дуа за кларинет и фагот (ВоО 27) за кларинет и фагот и Николa Паганиниja у његовим дуетима за виолину и фагот. У свом Фаготском концерту у Б-дуру, К. 191, В. А. Моцарт је искористио све аспекте фаготске изражајности са својим контрастима у регистру, свирању стаката и изражајном звуку, а посебно је запажен по свом певајућем квалитету у другом ставу. Овај концерт се често сматра једним од најважнијих дела у целом репертоару фагота, чак и данас.
Сличност фагота са људским гласом, поред новооткривене виртуозне способности, био је још један квалитет који су многи композитори искористили током класичне ере. Након 1730, домет немачког фагота је порастао до B♭4, а са француским инструментом је био и много већи. Технолошки напредак такође је довео до тога да звук басовског тенорског регистра постане све резонантнији, а свирање у овом регистру је постало све популарније, посебно у аустро-германском музичком свету. Педагози попут Јосефа Фрохлича поучавали су студенте да вежбају лествице, трећине и четвртине као што би то радили ученици вокала. Године 1829, он је написао да је фагот способан да изрази „достојност, мушост, свечаност, величину, узвишеност, сталоженост, благост, интимност, емоције, чежњу, срдачност, поштовање и душевни жар.“ У Џ. Ф. Брандтовој изведби Карл Марија фон Веберовог Концерта за фагот у F-дуру, оп. 75 (Ј. 127) такође је упоређен са људским гласом. У Француској је Пјер Кагниер описао улогу фагота која обухвата не само бас, већ и да прати глас и харфу, да се свира у пару са кларинетима и роговима у хармонији, и да се свира у „скоро свим врстама музике”, укључујући концерте, који су били много чешће од соната из претходне ере. Кугниер и Етјен Ози нагласили су важност сличности фагота са певачким гласом.